# Хуссейн, Савар
Савар Хуссейн (англ. Sawar Hussain, 1949—1971) — пакистанский военнослужащий, рядовой. Погиб во время третьей индо-пакистанской войны. Посмертно награждён высшей военной наградой Пакистана — Нишан-я-Хайдер.

## Биография

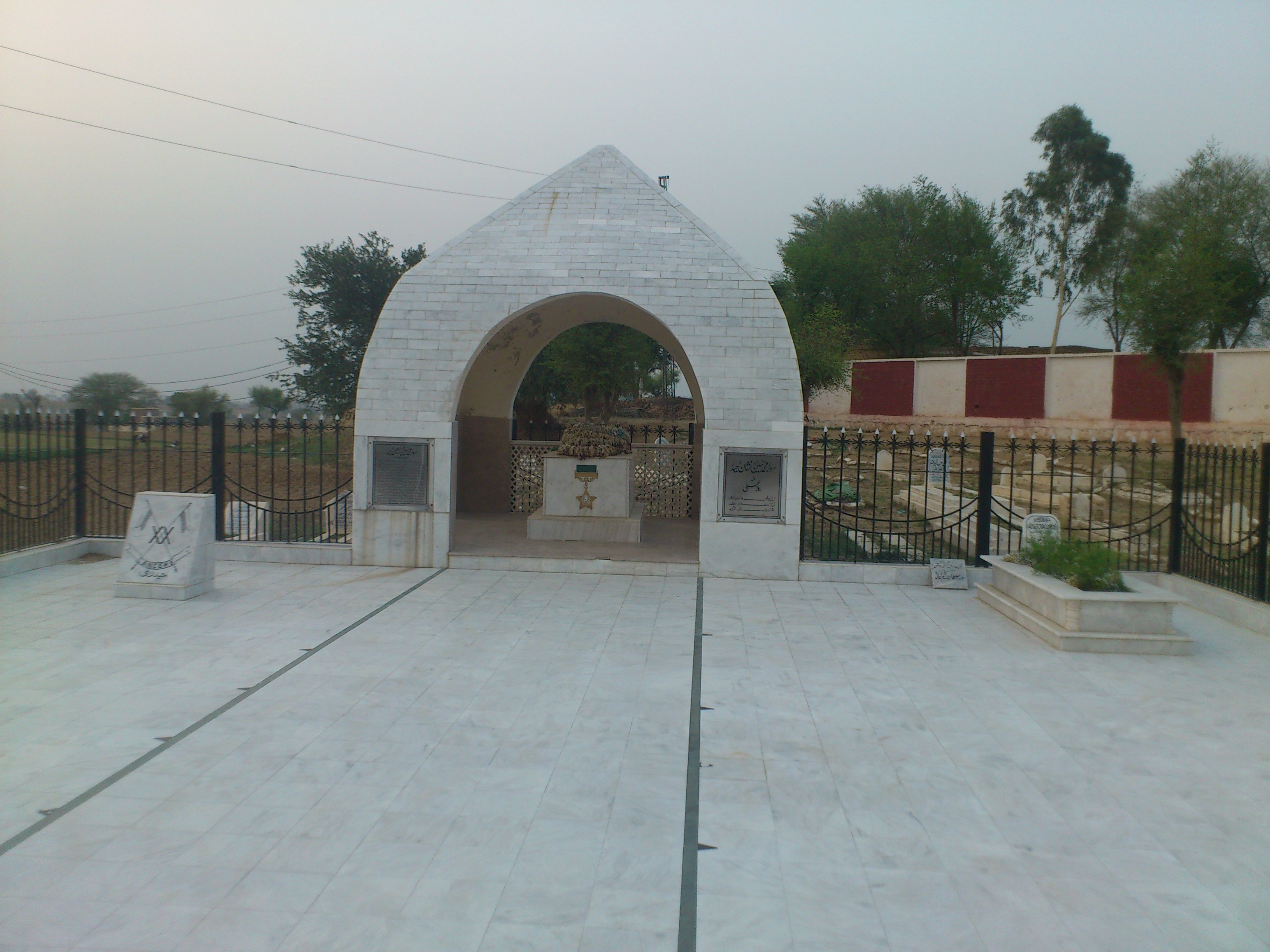
Могила Савара Хуссейна

Родился 18 июня 1949 года в посёлке Дхок-Пир-Бахш, Пакистан.
3 сентября 1966 года Савар Хуссейн вступил в ряды вооружённых сил Пакистана, служил в одной из воинских частей на должности водителя автомобиля. Во время третьей индо-пакистанской войны, Савар служил в сухопутных войсках. 10 декабря 1971 года, когда Савар увидел как индийские войска выдвинулись вдоль минного поля близ села Харар-Кхурд, он открыл огонь по ним со своего противотанкового ружья. В результате его действий было уничтожено шестнадцать индийских танков. В этот же день он был ранен в грудь из пулемёта и скончался от полученных ранений на месте.